# ویلیام هالوک پارک
پارک ویلیام هالوک (انگلیسی: William Hallock Park; ۳۰ دسامبر ۱۸۶۳ – ۶ آوریل ۱۹۳۹) زیست‌شناس، و آسیب‌شناس اهل ایالات متحده آمریکا بود. از سال ۱۸۹۳ تا ۱۹۳۶ به عنوان یک باکتری‌شناس و مدیر آزمایشگاه در هیئت بهداشتی شهر نیویورک، بخش آسیب‌شناسی، باکتری‌شناسی و ضد عفونی بود.

## زندگی
پارک متولد ۳۰ دسامبر ۱۸۶۳ در شهر نیویورک است. در ژوئن ۱۸۸۳، وی لیسانس هنر را از کالج سیتی نیویورک دریافت کرد و برای تحصیل در رشته پزشکی وارد کالج پزشکان و جراحان دانشگاه کلمبیا شد. او با دکتر تئوفیل میچل آسیب‌شناسی را مطالعه کرد و قصد داشت متخصص بینی و گلو شود. پس از فارغ‌التحصیلی پارک در سال ۱۸۸۶، در بیمارستان روزولت مشغول کار شد و یک سال تحصیلات بعد از فارغ‌التحصیلی را در وین اتریش گذراند. با بازگشت به ایالات متحده در سال ۱۸۹۰، پارک روی باکتری‌شناسی دیفتری کار کرد.